# Anthony Albanese
Anthony Norman Albanese (Sydney, 2 maart 1963) is een Australisch politicus en sinds 23 mei 2022 de premier van Australië. Hij is lid van de centrumlinkse Labor-partij, waarvan hij sinds 2019 de leider is.

## Levensloop

### Vroege jaren
De moeder van Albanese was van Ierse afkomst en zijn vader kwam uit het Italiaanse Barletta. Zijn ouders hadden elkaar ontmoet tijdens een reis op een cruiseschip, maar waren daarna allebei hun eigen weg gegaan. Albanese was altijd verteld dat zijn vader was omgekomen bij een auto-ongeluk. Hij ontmoette zijn – nog levende – vader in 2009 nadat deze met behulp van de Australische ambassade in Italië was opgespoord. Ook bleek hij nog twee halfbroers te hebben.
Zijn alleenstaande moeder voedde Albanese op. Hij zou later zeggen dat hij van huis uit "drie grote geloven" had meegekregen: de Rooms-Katholieke Kerk, de South Sydney Football Club en Labor, met de toevoeging dat hij de laatste twee altijd trouw was gebleven.
Na de middelbare school vond hij werk bij de Commonwealth Bank. Albanese werkte daar twee jaar, voordat hij economie ging studeren aan de Universiteit van Sydney. Hij was actief in de studentenpolitiek en werd actief binnen Young Labor. Na afronding van zijn studie ging hij als onderzoeker aan de slag voor de minister voor Lokaal Bestuur en Bestuurlijke Diensten Tom Uren, voordat hij in 1989 een bestuursfunctie ging bekleden bij de Labor-afdeling in de staat New South Wales. In 1995 werd hij hoofdadviseur van Bob Carr, premier van diezelfde deelstaat.

### Parlementslid
Albanese stelde zich in 1996 verkiesbaar voor een vrijgekomen parlementszetel in het district Grayndler, een voorstad van Sydney. Tijdens de campagne was er veel te doen om het openen van een derde start- en landingsbaan bij Sydney Airport. Het leek er op dat de nieuw gevormde partij No Aircraift Noise een serieuze kans leek te maken op de zetel, maar uiteindelijk kwam haar kandidaat niet verder dan veertien procent van de stemmen bij de verkiezingen die door Albanese werden gewonnen. Zijn maiden speech in het Huis van Afgevaardigden ging over de noodzaak om een tweede vliegveld bij Sydney te bouwen, maar ook om meer te investeren in een beter openbaar vervoer.
In het parlement was een belangrijk thema voor Albanese de gelijke mogelijkheden voor stellen van dezelfde sekse om kinderen te adopteren als andere stellen. Hij diende daarvoor viermaal een wetsvoorstel in, dat het iedere keer niet haalde. De regering van Kevin Rudd regelde dit pas in 2007. Daarna verlegde Albanese zijn aandacht en ging hij zich hard maken voor de invoering van het huwelijk tussen personen van hetzelfde geslacht.
Albanese werd in 2001 opgenomen in het schaduwkabinet en kreeg de portefeuille Ouderenzaken. In 2002 werd hij schaduwminister voor Werkgelegenheid en in 2004 schaduwminister voor Milieu. Premier John Howard en minister voor Wetenschap Brendan Nelson wilden inzetten op het gebruik van kernenergie, maar Albanese was daar een fel tegenstander van.

### Minister
Labor won de parlementsverkiezingen in 2007, waardoor Kevin Rudd aantrad als nieuwe premier. Albanese kreeg twee ministersportefeuilles. Hij was zowel minister van Infrastructuur en Transport als minister voor Regionale Ontwikkeling en Lokaal Bestuur. Ook werd hij aangewezen als Kamervoorzitter (in het Australische stelsel kan iemand zowel minister als voorzitter van het Huis van Afgevaardigden zijn).
Onder Albanese ministerschap verdubbelden de investeringen in het wegennet en vertienvoudigden de investeringen in uitbreiding van het wegennet. Op een aantal plaatsen werden het spoor- en snelwegennet uitgebreid.
De leiderschapswissel met Julia Gillard als nieuwe premier namens Labor in 2010 had voor Albanese geen gevolgen. Hij speelde na de parlementsverkiezingen in datzelfde jaar als parlementsvoorzitter een belangrijke rol in de onderhandelingen met de onafhankelijke parlementsleden Tony Windsor en Rob Oakeshott.
Rudd legde in februari 2012 zijn ministerschap voor Buitenlandse Zaken neer en daagde Julia Gilliard ruim een jaar later uit. Kort voor de interne partijverkiezing sprak Albanese zijn steun uit voor Rudd en zei hij dat hij het nooit eens was geweest met diens afzetting. Rudd won de interne verkiezingen en keerde terug als premier. Albanese werd benoemd tot vicepremier.

### Opnieuw in de oppositie; oppositieleider
De parlementsverkiezingen van 2013 werden verloren door Labor, waardoor de partij terugkeerde in de oppositie. Albanese stelde zich beschikbaar voor het partijleiderschap, maar verloor de interne verkiezingen van Bill Shorten. Hij was in de periode daarna onder andere schaduwminister voor Toerisme en wederom Infrastructuur.
Shorten verloor de parlementsverkiezingen van mei 2019 onverwachts van de National Party van Scott Morrison. De dag na de verkiezingen stelde Albanese zich opnieuw verkiesbaar voor het partijleiderschap nadat Shorten was opgestapt. Chris Bowden stelde zich twee dagen later ook kandidaat, maar trok zijn kandidatuur binnen een dag al weer in vanwege een gebrek aan steun. Albanese werd op 30 mei 2019 de nieuwe Labor-leider, met Richard Marles als zijn tweede man. Albanese, 56 jaar, werd de oudste oppositieleider (de formele aanduiding voor de leider van de grootste oppositiepartij in Australië) sinds het aantreden van Arthur Caldwell in 1960.

### Minister-president
Op zaterdag 21 mei 2022 won Albanese's centrumlinkse Laborpartij de verkiezingen van de conservatieve partij van de zittende premier Scott Morrison. Albanese benadrukte in de campagne dat hij de Australiërs weer dichter bij elkaar wilde brengen, klimaatverandering aanpakken en ongelijkheid bestrijden. Hoewel de uitslag nog niet precies vaststond en nog onduidelijk was of hij een coalitieregering moest vormen, werd Albanese op 23 mei al geïnstalleerd als minister-president om op 24 mei te kunnen deelnemen aan een internationale top in Tokio. Labour bleek toen alle stemmen waren geteld over de absolute meerderheid te beschikken.
Albanese eerste termijn staat voor een groot deel in het teken van het vergroten van de bestaanszekerheid. Door scherpe inflatie waren veel leefkosten gestegen. Albanese's regering probeerde dat tegen te gaan met verschillende belastingverlagingen. Bovendien werd er fors ingezet op woningbouw om het woningtekort tegen te gaan. In 2023 was er voor het eerst in 15 jaar sprake van een begrotingsoverschot. Als premier baarde Albanese wereldwijd opzien door een social media-verbod in te stellen voor kinderen jongeren dan 16 jaar. In oktober 2024 kreeg Albanese veel kritiek omdat hij een villa ter waarde van circa 3 miljoen euro kocht terwijl hij in dezelfde periode een plan tegen de woningcrisis lanceerde.
Aan het begin van 2025 stond Albanese er slecht voor in de peilingen. Oppositieleider Peter Dutton van de Liberal Party of Australia had de wind mee, maar kwam zelf in zwaar weer terecht toen de Amerikaanse president Donald Trump, waarmee de Liberalen veel overeenkomsten hadden, een mondiale handelsoorlog begon. De Labour-partij breidde haar absolute meerderheid uit van 77 naar 92 (van de 150) zetels.

## Persoonlijk
Albanese was getrouwd met Carmel Tebbutt, voormalig vicepremier van de deelstaat New South Wales. In 2019 gingen zij uit elkaar. Samen hebben zij een zoon.
- Gemeinsame Normdatei: 1258198827
- International Standard Name Identifier: 0000 0000 6612 1471
- Library of Congress Control Number: n2023054454
- Nationale bibliotheek van Australië: 35511758
- Trove: 528813
- Virtual International Authority File: 92625366
- WorldCat: E39PBJmDpHcQhdyDJPgdbg9dQq